# Liste der Naturdenkmale in Stralsund
Die Liste der Naturdenkmale in Stralsund nennt die Naturdenkmale in Stralsund im Landkreis Vorpommern-Rügen in Mecklenburg-Vorpommern.

## Naturdenkmale
| Bild            | Nr. | Bezeichnung       | Standort                                                      | Beschreibung | Schutzzweck | Verordnung |
| --------------- | --- | ----------------- | ------------------------------------------------------------- | ------------ | ----------- | ---------- |
| BW              |     | Sommerlinden      | Wallensteinstraße 6 (54° 19′ 20,5″ N, 13° 3′ 58,5″ O)         |              |             |            |
| Fotos hochladen |     | Schwarzpappeln    | Sundpromenade (54° 19′ 25,5″ N, 13° 5′ 9,5″ O)                |              |             |            |
| BW              |     | Schwarznuss       | Friedhof, Hainholzstraße 6A (54° 19′ 31″ N, 13° 4′ 30,2″ O)   |              |             |            |
| BW              |     | Sommerlinden      | Friedhof, Hainholzstraße 6A (54° 19′ 24,3″ N, 13° 4′ 34,4″ O) |              |             |            |
| BW              |     | Blaue Atlas-Zeder | Friedhof, Hainholzstraße 6A (54° 19′ 21,8″ N, 13° 4′ 37,5″ O) |              |             |            |
| BW              |     | Einblatt-Esche    | Brunnenaue, Knieperdamm (54° 19′ 15,2″ N, 13° 4′ 48,1″ O)     |              |             |            |
| BW              |     | Ginkgo            | Brunnenaue, Knieperdamm (54° 19′ 15,1″ N, 13° 4′ 50,9″ O)     |              |             |            |
| BW              |     | Hänge-Rotbuche    | Brunnenaue, Knieperdamm (54° 19′ 16,1″ N, 13° 4′ 52,2″ O)     |              |             |            |
| BW              |     | Blutbuche         | Brunnenaue, Knieperdamm (54° 19′ 15,7″ N, 13° 4′ 52,7″ O)     |              |             |            |
| Fotos hochladen |     | Eibe              | Knieperdamm 5 (54° 19′ 10,4″ N, 13° 4′ 59,8″ O)               |              |             |            |
| BW              |     | Grau-Pappel       | Knieperdamm 2d (54° 19′ 9,1″ N, 13° 5′ 4,4″ O)                |              |             |            |
| BW              |     | Eiben             | Knieperdamm 80 (54° 19′ 5,8″ N, 13° 5′ 8,8″ O)                |              |             |            |
| BW              |     | Rosskastanie      | Mühlenstraße 42 (54° 18′ 55,4″ N, 13° 5′ 17″ O)               |              |             |            |
| BW              |     | Pyramideneiche    | Frankenwall (54° 18′ 42,2″ N, 13° 5′ 42,9″ O)                 |              |             |            |
| BW              |     | Nutka-Zypresse    | Frankendamm (54° 18′ 15″ N, 13° 5′ 50″ O)                     |              |             |            |
| BW              |     | Stiel-Eiche       | Tribseer Damm (54° 18′ 34,2″ N, 13° 5′ 0,6″ O)                |              |             |            |
| BW              |     | Schwarzerle       | Moorteich (54° 18′ 55,3″ N, 13° 4′ 44,4″ O)                   |              |             |            |
| BW              |     | Baumgruppe        | Küterdamm (54° 18′ 47,4″ N, 13° 4′ 48,2″ O)                   |              |             |            |
| BW              |     | Blutbuche         | Jungfernstieg (54° 18′ 44,5″ N, 13° 4′ 41,9″ O)               |              |             |            |
| BW              |     | Trompetenbaum     | Rostocker Chaussee 24 (54° 18′ 19,9″ N, 13° 3′ 30,2″ O)       |              |             |            |
| BW              |     | Baumhasel         | Langendorfer Berg (54° 18′ 7,4″ N, 13° 2′ 24,5″ O)            |              |             |            |